# Ivar Martinsen
Karl Ivar Martinsen (* 8. Dezember 1920 in Løten; † 24. September 2018 in Stange) war ein norwegischer Eisschnellläufer.

## Werdegang
Martinsen, der für den Hamar IL startete, begann im Alter von 11 Jahren mit dem Eisschnelllauf und trat international erstmals bei der inoffiziellen Mehrkampf-Weltmeisterschaft 1946 in Oslo in Erscheinung, wobei er den 12. Platz im Großen Vierkampf errang. In der Saison 1947/48 kam er bei den Olympischen Winterspielen 1948 in St. Moritz auf den 16. Platz über 1500 m und bei der Mehrkampfeuropameisterschaft 1948 in Hamar auf den 12. Rang im Großen Vierkampf. Bei der Mehrkampfweltmeisterschaft zwei Jahre später in Eskilstuna wurde er Sechster im Großen Vierkampf. In der Saison 1951/52 belegte er bei der Mehrkampfeuropameisterschaft 1952 in Östersund den siebten Platz im Großen Vierkampf und bei den Olympischen Winterspielen 1952 in Oslo den achten Rang über 1500 m. Bei der folgenden Mehrkampfweltmeisterschaft in Hamar gewann er die Bronzemedaille im Großen Vierkampf. In der folgenden Saison wurde er bei der Mehrkampfweltmeisterschaft 1953 in Helsinki Neunter im Großen Vierkampf und holte bei der Mehrkampfeuropameisterschaft 1953 im Hamar die Bronzemedaille im Großen Vierkampf. Bei der Mehrkampfeuropameisterschaft 1954 in Sapporo errang er den zehnten Platz im Großen Vierkampf. Seine beste Platzierung bei norwegischen Meisterschaften war der vierte Platz in den Jahren 1948, 1951 und 1952. Nach seinem Karriereende nach der Saison 1954/55 war er beruflich als Polizist tätig und von 1961 bis 1969 Vorstandsmitglied beim norwegischen Eisschnelllaufverband. 

## Erfolge

### Olympische Spiele
- 1948 St. Moritz: 16. Platz 1500 m
- 1952 Oslo: 8. Platz 1500 m

### Mehrkampf-Weltmeisterschaften
- 1946 Oslo: 12. Platz Großer Vierkampf
- 1950 Eskilstuna: 6. Platz Großer Vierkampf
- 1952 Hamar: 3. Platz Großer Vierkampf
- 1953 Helsinki: 9. Platz Großer Vierkampf
- 1954 Sapporo: 10. Platz Großer Vierkampf

### Mehrkampf-Europameisterschaften
- 1948 Hamar: 12. Platz Großer Vierkampf
- 1952 Östersund: 7. Platz Großer Vierkampf
- 1953 Hamar: 3. Platz Großer Vierkampf

## Persönliche Bestleistungen
| Disziplin | Zeit        | Datum            | Ort         |
| --------- | ----------- | ---------------- | ----------- |
| 500 m     | 43,9 s      | 4. März 1947     | Lillehammer |
| 1000 m    | 1:34,5 min  | 7. März 1949     | Hamar       |
| 1500 m    | 2:19,2 min  | 10. Februar 1952 | Hamar       |
| 3000 m    | 5:02,2 min  | 15. Februar 1951 | Oslo        |
| 5000 m    | 8:23,1 min  | 21. Januar 1951  | Oslo        |
| 10.000 m  | 17:34,1 min | 2. März 1952     | Hamar       |